# Tocaima (kommun)
Tocaima är en kommun i Colombia.   Den ligger i departementet Cundinamarca, i den centrala delen av landet, 70 km väster om huvudstaden Bogotá. Antalet invånare är 17 196. Arean är 246 kvadratkilometer.
Terrängen i Tocaima är huvudsakligen kuperad, men söderut är den platt.